# Potyczka pod Chotczą
Potyczka pod Chotczą – stoczona w czasie przebijania się partyzantów z Armii Ludowej i Batalionów Chłopskich przez linię frontu sowiecko-niemieckiego, w dniach 28 i 29 października 1944, w okolicy Chotczy.
W związku z trudnym położeniem oddziałów partyzanckich w pasie przyfrontowym, aby uniknąć ich rozbicia przez Niemców, podjęta została decyzja o przekroczeniu linii frontu i dotarciu na teren przyczółka opanowanego przez armię sowiecką. Po nawiązaniu łączności drogą radiową i uzyskaniu zgody, zgrupowanie partyzanckie w sile około 1000 ludzi ruszyło w stronę frontu. Oddziały Armii Ludowej składające się z 2 i 10 brygady AL oraz 2 batalionu 1 brygady AL liczyły około 765 partyzantów. Resztę zgrupowania tworzył oddział BCh w sile około 200 ludzi. Po przekroczeniu rzeki Iłżanki partyzanci dotarli do linii niemieckich i w nocy z 27 na 28 października 1944 roku  przedarli się w boju przez linię frontu pod Chotczą docierając na przyczółek puławski opanowany przez Rosjan. 
W czasie walki z Niemcami i nieporozumienia, w wyniku którego kolumna partyzancka została ostrzelana także przez Rosjan, poległo około 170 ludzi a jeszcze więcej było rannych. Pozostali którzy przeszli front, w ciągu kilkunastu dni zostali wcieleni do Ludowego Wojska Polskiego i w szeregach 1 AWP walczyli do zdobycia Berlina.
W udanej próbie przebicia przez linię frontu brali udział partyzanci:
- 2 Brygady AL „Świt”,
- 10 Brygady AL „Zwycięstwo”,
- 2 batalionu 1 Brygady AL im. Ziemi Kieleckiej, oraz
- oddziału Batalionów Chłopskich kpt. „Hiszpana”[potrzebny przypis]. ze zgrupowania Jana Sońty „Ośki”.

W ostatniej chwili do przebijającego się przez front zgrupowania partyzanckiego dołączyła grupa licząca około 150 osób, będących zdekonspirowanymi działaczami PPR z okolic Chotczy.
W czasie Polski Ludowej dla uczczenia pamięci partyzantów z Armii Ludowej i Batalionów Chłopskich oraz żołnierzy Armii Radzieckiej w gminie Chotcza zbudowano dwa pomniki, a w 1967 r. na jednym z budynków umieszczono tablicę ku czci poległych.